# Tachyoryctes spalacinus
Tachyoryctes spalacinus é uma espécie de roedor da família Spalacidae. Endêmico do Quênia, registrado apenas na região do Monte Quênia.